# سوپرمن در برابر نخبگان
سوپرمن در برابر نخبگان (انگلیسی: Superman vs. The Elite) یک فیلم پویانمای در سبک ابرقهرمانی به کارگردانی مایکل چانگ است که در سال ۲۰۱۲ منتشر شد. از بازیگران آن می‌توان به جورج نیوبرن، پائولی پرتی، رابین اتکین داونز، دیوید کاوفمان، و فرد تاتاسیور اشاره کرد.